# ATP Challenger Prag-5
Das ATP Challenger Prag-5 (offizieller Name: IBG Prague Open, vormals RPM Open) war ein von 2020 bis 2023 stattfindendes Tennisturnier in Prag, Tschechien. Es war Teil der ATP Challenger Tour und wurde im Freien auf Sand ausgetragen.

## Liste der Sieger

### Einzel
| Jahr | Sieger           | Finalgegner       | Ergebnis       |
| ---- | ---------------- | ----------------- | -------------- |
| 2023 | Rudi Molleker    | Gabriel Debru     | 6:2, 6:2       |
| 2022 | Oleksij Krutych  | Lucas Gerch       | 6:3, 6:72, 6:2 |
| 2021 | Franco Agamenone | Ryan Peniston     | 6:3, 6:1       |
| 2020 | Aslan Karazew    | Tallon Griekspoor | 6:4, 7:66      |

### Doppel
| Jahr | Sieger                                    | Finalgegner                      | Ergebnis         |
| ---- | ----------------------------------------- | -------------------------------- | ---------------- |
| 2023 | Petr Nouza Andrew Paulson (2)             | Filip Bergevi Mick Veldheer      | 7:5, 6:3         |
| 2022 | Victor Vlad Cornea (2) Andrew Paulson (1) | Adrian Andreew Murkel Dellien    | 6:3, 6:1         |
| 2021 | Victor Vlad Cornea (1) Petros Tsitsipas   | Martin Krumich Andrew Paulson    | 6:3, 3:6, [10:8] |
| 2020 | Sander Arends David Pel                   | André Göransson Gonçalo Oliveira | 7:5, 7:65        |